# Campeonato mozambiqueño de fútbol
El Campeonato Mozambiqueño de fútbol, también conocido como Moçambola, es la competición más importante de fútbol de Mozambique. Es organizada por la Federación Mozambiqueña de Fútbol. 
El equipo campeón obtiene la clasificación a la Liga de Campeones de la CAF.

## Historia
Comenzó a ser disputado en 1976, poco después de la independencia nacional. El campeonato ha tenido varias designaciones, la última de las cuales es Moçambola, que desde la temporada de 2005 sustituyó a Liga 2M.

## Equipos campeonato 2022

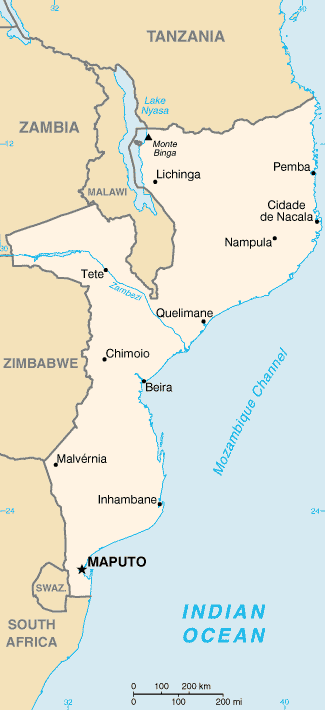
Mozambique.

| Club                               | Localidad | Estadio                         |
| ---------------------------------- | --------- | ------------------------------- |
| Clube de Desportos da Costa do Sol | Maputo    | Estadio do Costa do Sol         |
| Clube de Desportos do Maxaquene    | Maputo    | Estadio do Maxaquene            |
| Associação Black Bulls             | Maputo    | Estadio de Matola               |
| Grupo Desportivo de Incomáti       | Xinavane  | Campo de Xinavane               |
| Clube Ferroviário da Beira         | Beira     | Estadio Ferroviario             |
| Clube Ferroviário de Maputo        | Maputo    | Estadio de Machava              |
| Clube Ferroviário de Nacala        | Nacala    | Estadio do Maxaquene            |
| Clube Ferroviário de Nampula       | Nampula   | Estadio 25 De Junho             |
| Grupo Desportivo de Maputo         | Maputo    | Estadio do Desportivo           |
| Liga Desportiva de Maputo          | Maputo    | Estadio Liga Muçulmana          |
| Clube Ferroviário de Lichinga      | Lichinga  | Estadio do Ferroviário da Beira |
| União Desportiva do Songo          | Songo     | Estadio 27 de Novembro          |

## Campeones

### Bajo Dominio Portugués
- 1956: Ferroviário de Maputo (Lourenço Marques)
- 1957: Desportivo de Maputo (Lourenço Marques)
- 1958: Ferroviário da Beira
- 1959: Sporting Clube de Nampula
- 1960: SC de Lourenço Marques (Lourenço Marques)
- 1961: Ferroviário de Maputo (Lourenço Marques)
- 1962: SC de Lourenço Marques (Lourenço Marques)
- 1963: Ferroviário de Maputo (Lourenço Marques)
- 1964: Desportivo de Maputo (Lourenço Marques)
- 1965: no finalizado
- 1966: Ferroviário de Maputo (Lourenço Marques)
- 1967: Ferroviário de Maputo (Lourenço Marques)
- 1968: Ferroviário de Maputo (Lourenço Marques)
- 1969: Textáfrica do Vila Pery
- 1970: Ferroviário de Maputo (Lourenço Marques)
- 1971: Textáfrica do Vila Pery
- 1972: Ferroviário de Maputo (Lourenço Marques)
- 1973: Textáfrica do Vila Pery
- 1974: Ferroviário da Beira

### Desde la independencia
| Temporada | Campeón                                       | Subcampeón                                    |
| --------- | --------------------------------------------- | --------------------------------------------- |
| 1975      | Torneo no disputado                           | Torneo no disputado                           |
| 1976      | GDR Textáfrica                                | Desportivo de Maputo                          |
| 1977      | Desportivo de Maputo                          | GDR Textáfrica                                |
| 1978      | Desportivo de Maputo                          | Sport Maputo e Benfica                        |
| 1979      | Costa do Sol                                  | CD do Maxaquene                               |
| 1980      | Costa do Sol                                  | GDR Textáfrica                                |
| 1981      | Têxtil do Punguè                              | Ferroviário de Maputo                         |
| 1982      | Ferroviário de Maputo                         | CD do Maxaquene                               |
| 1983      | Desportivo de Maputo                          | Estrela Vermelha de Maputo                    |
| 1984      | CD do Maxaquene                               | Desportivo de Maputo                          |
| 1985      | CD do Maxaquene                               | Nova Aliança de Maxixe                        |
| 1986      | CD do Maxaquene                               |                                               |
| 1987      | Matchedje de Maputo                           | CD do Maxaquene                               |
| 1988      | Desportivo de Maputo                          | Costa do Sol                                  |
| 1989      | Ferroviário de Maputo                         | Desportivo de Maputo                          |
| 1990      | Matchedje de Maputo                           | Costa do Sol                                  |
| 1991      | Costa do Sol                                  | Ferroviário de Maputo                         |
| 1992      | Costa do Sol                                  | Ferroviário de Maputo                         |
| 1993      | Costa do Sol                                  | Ferroviário de Maputo                         |
| 1994      | Costa do Sol                                  | CD do Maxaquene                               |
| 1995      | Desportivo de Maputo                          | Ferroviário de Maputo                         |
| 1996      | Ferroviário de Maputo                         | Têxtil do Punguè                              |
| 1997      | Ferroviário de Maputo                         | Costa do Sol                                  |
| 1998      | Costa do Sol (no oficial)                     | Ferroviário da Beira                          |
| 1998-99   | Ferroviário de Maputo                         | Costa do Sol                                  |
| 1999-00   | Costa do Sol                                  | Ferroviário de Maputo                         |
| 2000-01   | Costa do Sol                                  | Ferroviário de Maputo                         |
| 2002      | Ferroviário de Maputo                         | CD do Maxaquene                               |
| 2003      | CD do Maxaquene                               | Costa do Sol                                  |
| 2004      | Ferroviário de Nampula                        | Desportivo de Maputo                          |
| 2005      | Ferroviário de Maputo                         | Costa do Sol                                  |
| 2006      | Desportivo de Maputo                          | Ferroviário de Maputo                         |
| 2007      | Costa do Sol                                  | Desportivo de Maputo                          |
| 2008      | Ferroviário de Maputo                         | Atlético Muçulmano da Matola                  |
| 2009      | Ferroviário de Maputo                         | Desportivo de Maputo                          |
| 2010      | Liga Muçulmana de Maputo                      | CD do Maxaquene                               |
| 2011      | Liga Muçulmana de Maputo                      | CD do Maxaquene                               |
| 2012      | CD do Maxaquene                               | Ferroviário da Beira                          |
| 2013      | Liga Muçulmana de Maputo                      | Ferroviário da Beira                          |
| 2014      | Liga Muçulmana de Maputo                      | Ferroviário de Nampula                        |
| 2015      | Ferroviário de Maputo                         | Costa do Sol                                  |
| 2016      | Ferroviário da Beira                          | UD Songo                                      |
| 2017      | UD Songo                                      | Costa do Sol                                  |
| 2018      | UD Songo                                      | Ferroviário de Maputo                         |
| 2019      | Costa do Sol                                  | UD Songo                                      |
| 2020      | No disputado debido a la pandemia de COVID-19 | No disputado debido a la pandemia de COVID-19 |
| 2021      | Black Bulls                                   | Ferroviário da Beira                          |
| 2022      | UD Songo                                      | Black Bulls                                   |
| 2023      | Ferroviário da Beira                          | Black Bulls                                   |
| 2024      | Black Bulls                                   | UD Songo                                      |

## Títulos después de la Independencia
| Club                     | Ciudad  | Campeón | Años campeón                                               |
| ------------------------ | ------- | ------- | ---------------------------------------------------------- |
| Ferroviário de Maputo    | Maputo  | 10      | 1982, 1989, 1996, 1997, 1999, 2002, 2005, 2008, 2009, 2015 |
| Costa do Sol             | Maputo  | 10      | 1979, 1980, 1991, 1992, 1993, 1994, 2000, 2001, 2007, 2019 |
| Desportivo de Maputo     | Maputo  | 6       | 1977, 1978, 1983, 1988, 1995, 2006                         |
| CD do Maxaquene          | Maputo  | 5       | 1984, 1985, 1986, 2003, 2012                               |
| Liga Muçulmana de Maputo | Maputo  | 4       | 2010, 2011, 2013, 2014                                     |
| UD Songo                 | Songo   | 3       | 2017, 2018, 2022                                           |
| Matchedje de Maputo      | Maputo  | 2       | 1987, 1990                                                 |
| Ferroviário da Beira     | Beira   | 2       | 2016, 2023                                                 |
| Black Bulls              | Maputo  | 2       | 2021, 2024                                                 |
| GDR Textáfrica           | Chimoio | 1       | 1976                                                       |
| Têxtil de Punguè         | Beira   | 1       | 1981                                                       |
| Ferroviário de Nampula   | Nampula | 1       | 2004                                                       |

## Clasificación histórica
Actualizado el 4 de Diciembre de 2022. La tabla histórica de la Moçambola desde 1999-00 con el formato de liga hasta la terminada temporada 2022.
- En color los equipos que disputan la Moçambola 2023.

| N.º | Club                  | Temp. | P.D. | P.G. | P.E. | P.P. | G.F. | G.C. | Dif. | Puntos |
| --- | --------------------- | ----- | ---- | ---- | ---- | ---- | ---- | ---- | ---- | ------ |
| 1   | Ferroviário Maputo    | 16    | 388  | 193  | 117  | 86   | 506  | 275  | +231 | 668    |
| 2   | CD Costa do Sol       | 16    | 388  | 179  | 122  | 77   | 510  | 272  | +238 | 659    |
| 3   | CD Maxaquene          | 16    | 387  | 169  | 125  | 93   | 413  | 248  | +165 | 632    |
| 4   | Ferroviário Beira     | 16    | 388  | 149  | 128  | 111  | 379  | 326  | +53  | 575    |
| 5   | GD Maputo             | 15    | 362  | 137  | 109  | 106  | 382  | 289  | +93  | 547    |
| 6   | Ferroviário Nampula   | 15    | 362  | 128  | 122  | 112  | 295  | 279  | +16  | 506    |
| 7   | LD Maputo             | 9     | 234  | 120  | 60   | 52   | 315  | 155  | +160 | 422    |
| 8   | Chingale Tete         | 12    | 288  | 87   | 98   | 103  | 228  | 269  | -41  | 359    |
| 9   | UD Songo              | 7     | 184  | 72   | 60   | 50   | 179  | 134  | +45  | 276    |
| 10  | Matchedje Maputo      | 10    | 236  | 70   | 57   | 109  | 200  | 282  | -82  | 267    |
| 11  | FC Lichinga           | 8     | 192  | 59   | 64   | 69   | 148  | 203  | -55  | 241    |
| 12  | Têxtil Punguè         | 9     | 214  | 58   | 65   | 91   | 167  | 251  | -84  | 239    |
| 13  | GDR Textáfrica        | 7     | 166  | 42   | 50   | 74   | 121  | 191  | -70  | 176    |
| 14  | Vilankulo FC          | 5     | 130  | 45   | 35   | 50   | 104  | 115  | -11  | 169    |
| 15  | Estrela Vermelha      | 6     | 148  | 34   | 51   | 63   | 85   | 150  | -65  | 153    |
| 16  | FC Chibuto            | 4     | 104  | 39   | 31   | 34   | 103  | 94   | +9   | 148    |
| 17  | Atlético Muçulmano    | 4     | 104  | 32   | 34   | 38   | 83   | 94   | -11  | 130    |
| 18  | Ferroviário Pemba     | 5     | 128  | 22   | 32   | 72   | 78   | 170  | -92  | 98     |
| 19  | CD Nacala             | 3     | 78   | 22   | 29   | 27   | 59   | 74   | -15  | 92     |
| 20  | Ferroviário Nacala    | 4     | 96   | 20   | 25   | 51   | 61   | 127  | -66  | 85     |
| 21  | Académica Maputo      | 3     | 70   | 20   | 22   | 28   | 51   | 69   | -18  | 82     |
| 22  | Ferroviário Quelimane | 3     | 74   | 15   | 24   | 35   | 43   | 97   | -54  | 69     |
| 23  | GD Incomáti           | 2     | 52   | 15   | 12   | 25   | 31   | 46   | -15  | 57     |
| 24  | Sporting Beira        | 2     | 52   | 11   | 12   | 29   | 48   | 90   | -42  | 45     |
| 25  | SQ Benfica            | 2     | 48   | 8    | 14   | 26   | 21   | 47   | -26  | 38     |
| 26  | SM Benfica            | 2     | 52   | 8    | 14   | 30   | 32   | 74   | -42  | 38     |
| 27  | 1º de Maio Quelimano  | 1     | 26   | 6    | 11   | 9    | 17   | 25   | -8   | 29     |
| 28  | Migração Beira        | 1     | 22   | 6    | 6    | 10   | 20   | 33   | -13  | 24     |
| 29  | CD Matola             | 1     | 22   | 4    | 9    | 9    | 12   | 25   | -13  | 21     |
| 30  | Wane Pone Inhassoro   | 1     | 22   | 2    | 8    | 12   | 9    | 25   | -16  | 14     |
| 31  | SN Benfica            | 1     | 22   | 3    | 5    | 14   | 10   | 39   | -29  | 14     |
| 32  | Sporting Nampula      | 1     | 22   | 1    | 7    | 14   | 7    | 26   | -19  | 10     |
| 33  | ECMEP Nampula FC      | 1     | 22   | 1    | 5    | 16   | 11   | 51   | -40  | 8      |
| 34  | AD Pemba              | 1     | 22   | 0    | 3    | 19   | 11   | 61   | -50  | 3      |
| 35  | Migração Namacha      | 1     | 22   | 0    | 2    | 20   | 9    | 51   | -42  | 2      |

## Goleadores
| Year | Best scorers          | Team                        | Goals |
| 2002 | Eugenio Fernando Bila | CD do Maxaquene             | 11    |
| 2005 | Maurício Pequenino    | Grupo Desportivo de Maputo  | 14    |
| 2006 | Maurício Pequenino    | Grupo Desportivo de Maputo  | 11    |
| 2007 | Helton Samo Cunha     | CD da Costa do Sol          | 16    |
| 2008 | Luis                  | Clube Ferroviário de Maputo | 15    |
| 2009 | Jerry Sitoe           | Clube Ferroviário de Maputo | 16    |
| 2010 | Jerry Sitoe           | Clube Ferroviário de Maputo | 16    |
| 2011 | Betinho               | CD do Maxaquene             | 15    |
| 2012 | Sonito                | LD Muçulmana de Maputo      | 9     |